# Ecclesfield
Ecclesfield – osada i civil parish w Anglii, w South Yorkshire, w dystrykcie metropolitalnym Sheffield. W 2011 roku civil parish liczyła 32073 mieszkańców. Ecclesfield jest wspomniana w Domesday Book (1086) jako Eclesfeld/Eclesfelt.